# Fußblätter

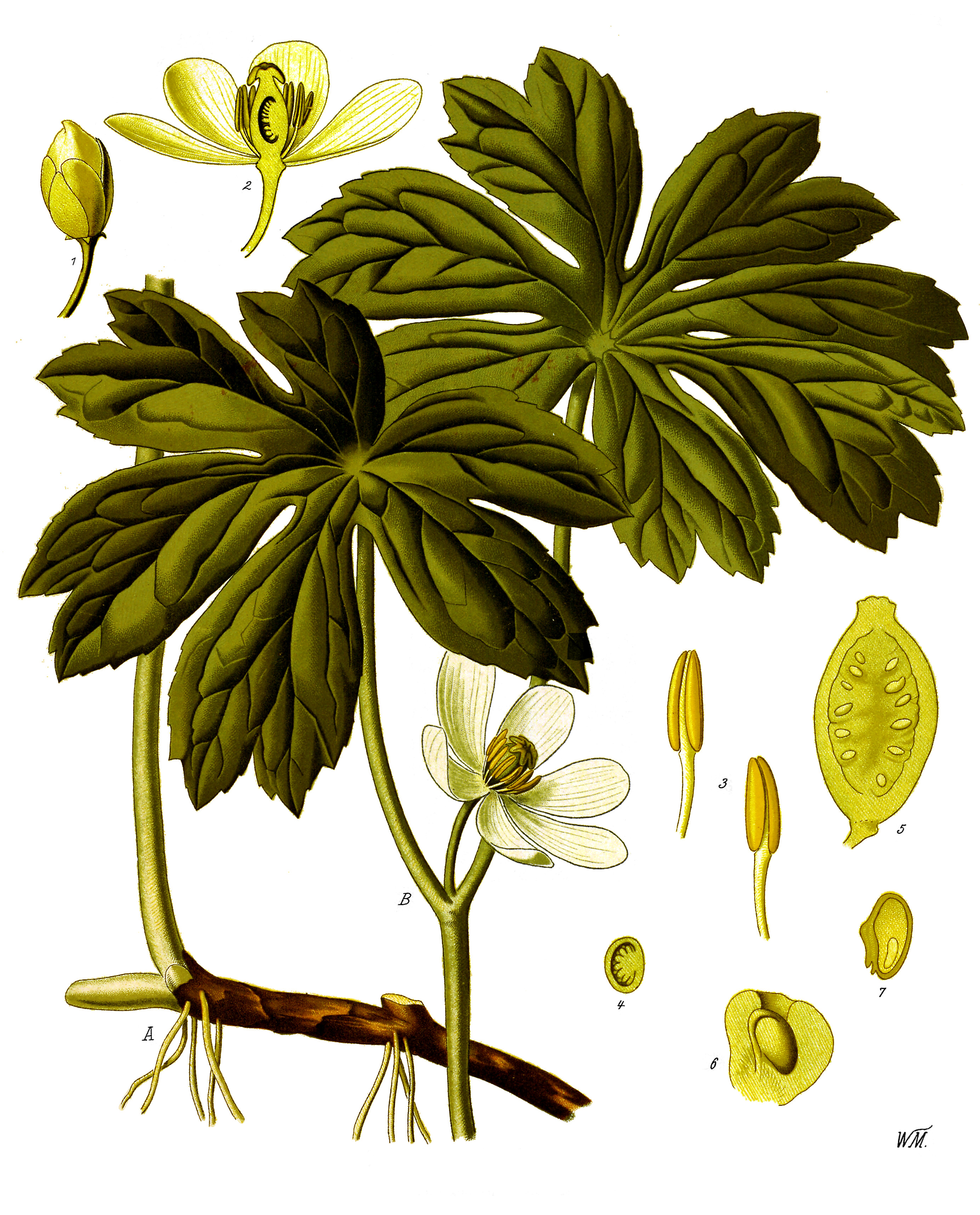
Illustration des Schildförmigen Fußblattes (Podophyllum peltatum)

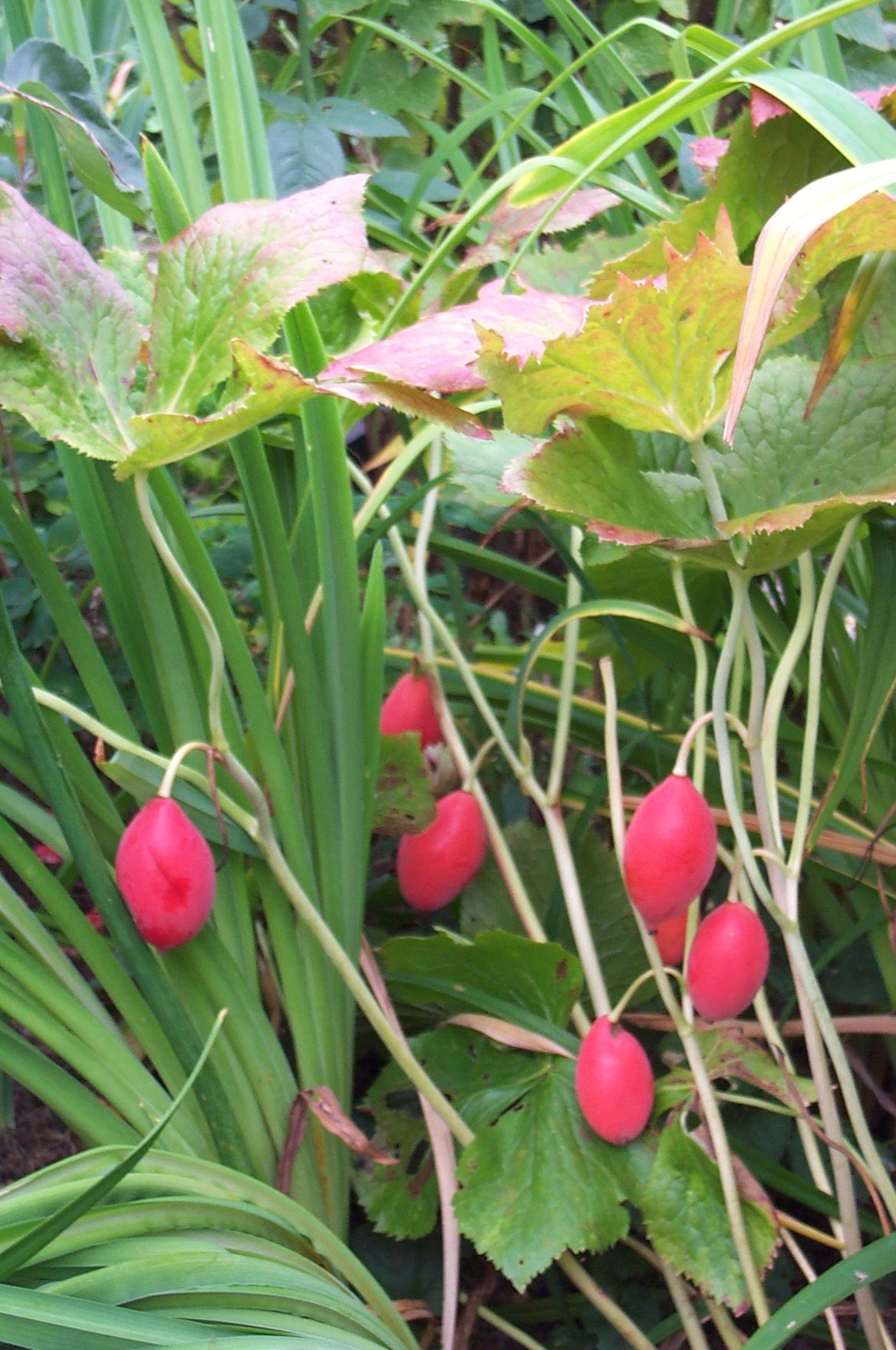
Blätter und reife Früchte des Himalaya-Fußblattes (Podophyllum hexandrum)

Die Fußblätter (Podophyllum), manchmal auch Maiäpfel (obwohl bei keiner Art die Früchte schon im Mai reif sind, sondern meist im Sommer oder Herbst) genannt, sind eine Pflanzengattung in der Familie der Berberitzengewächse (Berberidaceae). Der botanische Gattungsname Podophyllum wird aus den griechischen Wörtern πούς, ποδός für Fuß und phyllon (φύλλον) für Blatt abgeleitet. Die Arzneidroge aus dem „Wurzelstock“ heißt Rhizoma Podophylli.

## Beschreibung
Die Podophyllum-Arten wachsen als sommergrüne, ausdauernde krautige Pflanzen, die Wuchshöhen von 20 bis 60 cm erreichen. Alle vegetativen Pflanzenteile: Stängel, Blätter und Rhizom sind giftig. Alle Pflanzenteile sind meist glatt oder höchstens spärlich flaumig behaart. Die Wurzeln sind dick und faserig. Je nach Art werden kurze bis lange, verzweigte, kriechende Rhizom als Überdauerungsorgane gebildet, sie wirken genarbt durch ihre jährlichen Zuwächse und bilden jedes Jahr einen sterilen (blütenlosen) oder fertilen (blühenden und fruchtenden) Stängel. Die sterilen Stängel besitzen nur ein Laubblatt und die fertilen meist zwei (null bis drei) wechselständige bis fast gegenständige Laubblätter. Die gestielten, großen Laubblätter sind einfach oder geteilt. Die mehr oder weniger aufrechten Blattstiele wirken stängelartig. Die nieren-, kreis- oder schildförmigen Blattspreiten sind 10 bis 38 cm groß. Wenn die Blattspreiten nicht einfach sind dann können sie bis zu sieben Lappen besitzen. Der Blattrand ist glatt, gezähnt oder gesägt. Manchmal hängen anfangs die Blattlappen herab und die Laubblätter wirken dann wie Schirme.
Auf jedem fertilen Stängel stehen meist endständig nur eine, selten zwei, gestielte, große Blüten. Es sind keine Hochblätter vorhanden. Die zwittrigen, radiärsymmetrischen und dreizähligen Blüten weisen einen Durchmesser von etwa 3 bis 5 cm auf. Es sind sechs weiße bis hellgrüne Kelchblätter vorhanden. Die sechs bis neun auffälligen Kronblätter sind weiß oder rosafarben. Es sind gleich oder doppelt so viele Staubblätter wie Kronblätter vorhanden. In jeder Blüte ist nur ein Fruchtblatt vorhanden mit vielen Samenanlagen. Die große Narbe ist schildförmig.
Die Beeren sind bei Reife gelb über orangefarben bis rot oder kastanienfarben und enthalten 20 bis 50 Samen. Die gelben über orangefarbenen bis roten oder kastanienfarbenen, verkehrt-eiförmigen Samen sind von einem fleischigen, gelben oder selten kastanienfarbenen Arillus (oder vom Fruchtfleisch) umhüllt.

## Nutzung, wichtige Inhaltsstoffe und Wirkungen
Wenige Arten werden als Zierpflanze verwendet.
Von mehreren Arten wird berichtet, dass die reifen Früchte roh gegessen werden.
Sowohl die amerikanische Art als auch einige asiatischen Arten werden als Heilpflanzen verwendet.
Bis auf die reife Beere sind alle übrigen Pflanzenteile giftig. Der getrocknete, „Wurzelstock“, also die unterirdischen Pflanzenteile (Rhizom und Wurzeln) enthalten Lignane mit Podophyllotoxin, Fußblattharz (Podophyllin), Flavonoide und Pflanzengummi. Der wichtigste Bestandteil ist das Harz (Podophyllin, Reinstoff Podophyllotoxin), das sich nach dem Trocknen bildet. Die Arzneidroge weist zytostatische, antimikotische und virusstatische Wirkungen auf. Podophyllin ist bei der Entfernung von Kondylomen wirksam. Wegen Vergiftungsgefahr (z. B. darf die behandelte Hautfläche nicht größer als 25 cm² sein etc.) soll eine Behandlung nur unter ärztlicher Aufsicht erfolgen. Vorsicht ist ebenfalls geboten bei der Verordnung von Podophyllin-Harzen, da sie aus unterschiedlichen Arten gewonnen werden, die unterschiedliche Konzentrationen der Inhaltsstoffe aufweisen.

## Systematik und Verbreitung
Die Fußblatt-Arten stammen hauptsächlich aus dem östlichen Asien; nur eine Art stammt aus dem östlichen (atlantischen) Nordamerika. Sie gedeihen hauptsächlich in schattigen Wäldern.
Der Gattungsname Podophyllum wurde 1753 von Carl von Linné in Species Plantarum, 505 veröffentlicht. Podophyllum gehört zum Subtribus Epimediinae aus der Tribus Berberideae in der Unterfamilie der Berberidoideae innerhalb der Familie der Berberitzengewächse (Berberidaceae). Synonyme für Podophyllum L. sind: Dysosma Woodson, Sinopodophyllum T.S.Ying.
Bei manchen Autoren wird Podophyllum hexandrum Royle als Sinopodophyllum hexandrum (Royle) Ying oder Sinopodophyllum emodi (Wall. ex Honigberger) T.S.Ying in eine eigene monotypische Gattung Sinopodophyllum T.S.Ying in Acta Phytotax. Sin., 17 (1), 1979, S. 15 gestellt. Bei den ehemaligen Dysosma-Arten ist man sich weitgehend einig, dass sie in die Gattung Podophyllum gehören. (Advisory Committee on Nomenclature & Taxonomy am 24. Februar 2009 im RHS Garden Wisley.)
Die Gattung Podophyllum wird in vier Sektionen gegliedert.
Es gibt etwa (sechs – nur wenn die Dysosma-Arten nicht enthalten sind) zwölf Podophyllum-Arten (vollständiger Artliste aus GRIN):
- Sektion Dysosma (Woodson) J.M.H.Shaw: Mit etwa zehn Arten (teilweise mit einigen Unterarten und Varietäten): Diese Arten kommen nur in China, Taiwan und Vietnam vor:
  - Podophyllum delavayi Franch.: Nur in China beheimatet in den Provinzen Guizhou, südlichen Shaanxi, Sichuan und Yunnan.
  - Podophyllum difforme Hemsl. & E.H.Wilson: Nur in China beheimatet in den Provinzen Guangxi, Guizhou, Hubei, Hunan und Sichuan. Sie wird als Zierpflanze verwendet.
  - Podophyllum glaucescens J.M.H.Shaw: Es ist ein Endemit des chinesischen Autonomen Gebiets Guangxi.
  - Podophyllum guangxiensis (Y.S.Wang) J.M.H.Shaw: Es ist ein Endemit des chinesischen Autonomen Gebiets Guangxi.
  - Podophyllum hemsleyi J.M.H.Shaw & Stearn: Es ist ein Endemit im südlichen Hubei.
  - Podophyllum mairei Gagnep.: Gesichert bekannt nur aus Yunnan.
  - Podophyllum majoense Gagnep.: Nur in China beheimatet in den Provinzen Guangxi, Guizhou, Hubei und Sichuan.
  - Podophyllum pleianthum Hance (Syn.: Dysosma pleiantha (Hance) Woodson): Die Heimat sind die chinesischen Provinzen Anhui, Fujian, Guangxi, Jiangxi, Zhejiang; und Taiwan. Sie wird als Zierpflanze verwendet.
  - Podophyllum trilobulus J.M.H.Shaw: Es ist ein Endemit der chinesischen Provinz Sichuan.
  - Podophyllum versipelle Hance: Die Heimat sind die chinesischen Provinzen Guangdong, Guangxi, Guizhou, Henan, Hubei, Jiangxi, Sichuan, Yunnan; und Vietnam.

- Sektion Hexandra Selivanova-Gorodkova: Mit der einzigen Art:
  - Himalaya-Fußblatt oder Himalaya-Maiapfel (Podophyllum hexandrum Royle, Syn.: Podophyllum emodi Wall. ex Honigberger, Sinopodophyllum emodi (Wall. ex Honigberger) T.S.Ying): Beheimatet ist es im östlichen Afghanistan, Bhutan, China, nördlichen Indien, Kaschmir, Nepal, Pakistan und Sikkim.

- Sektion Paradysosma J.M.H.Shaw: Mit der einzigen Art:
  - Podophyllum aurantiocaule Hand.-Mazz. (Syn.: Dysosma aurantiocaulis (Hand.-Mazz.) Hu, Dysosma tsayuensis Ying): Heimat sind die chinesischen Provinzen südöstliches Xizang und Yunnan; Bhutan, Indien, Sikkim und das nordöstliche Myanmar.

- Sektion Podophyllum: Mit der einzigen Art:
  - Schildförmiges Fußblatt oder Schildförmiger Maiapfel (Podophyllum peltatum L.), andere Trivialnamen: Amerikanischer Maiapfel, Amerikanisches Fußblatt, Gewöhnlicher Maiapfel, Buschappel, Entenfuß, Schildprummel, Wilde Limone: Heimat ist das östliche Nordamerika. Sie wird als Zierpflanze verwendet.

## Bilder
Schildförmiges Fußblatt (Podophyllum peltatum):

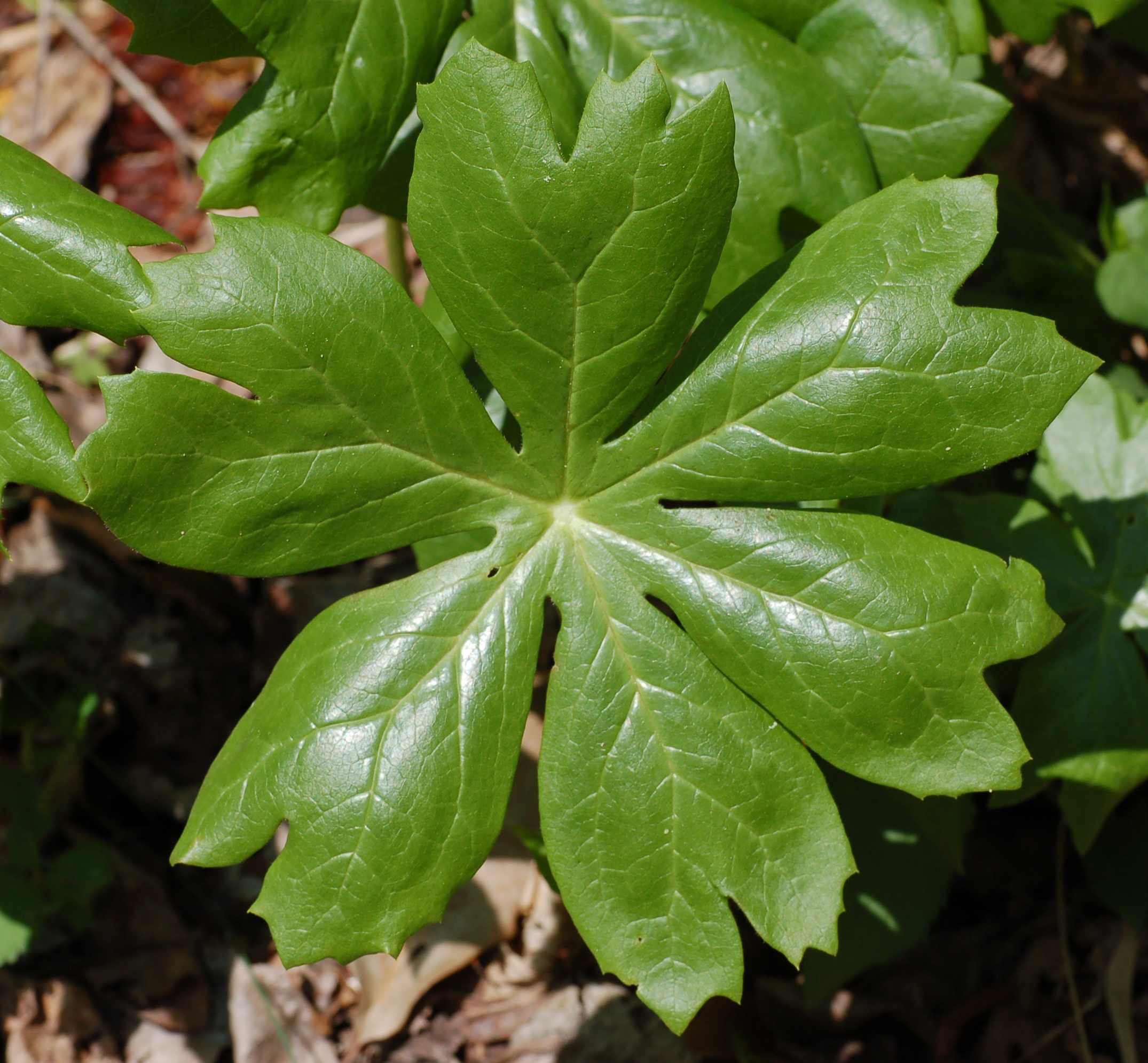
Das namensgebende schildförmige (peltate), gelappte Laubblatt des Schildförmigen Fußblattes (Podophyllum peltatum)
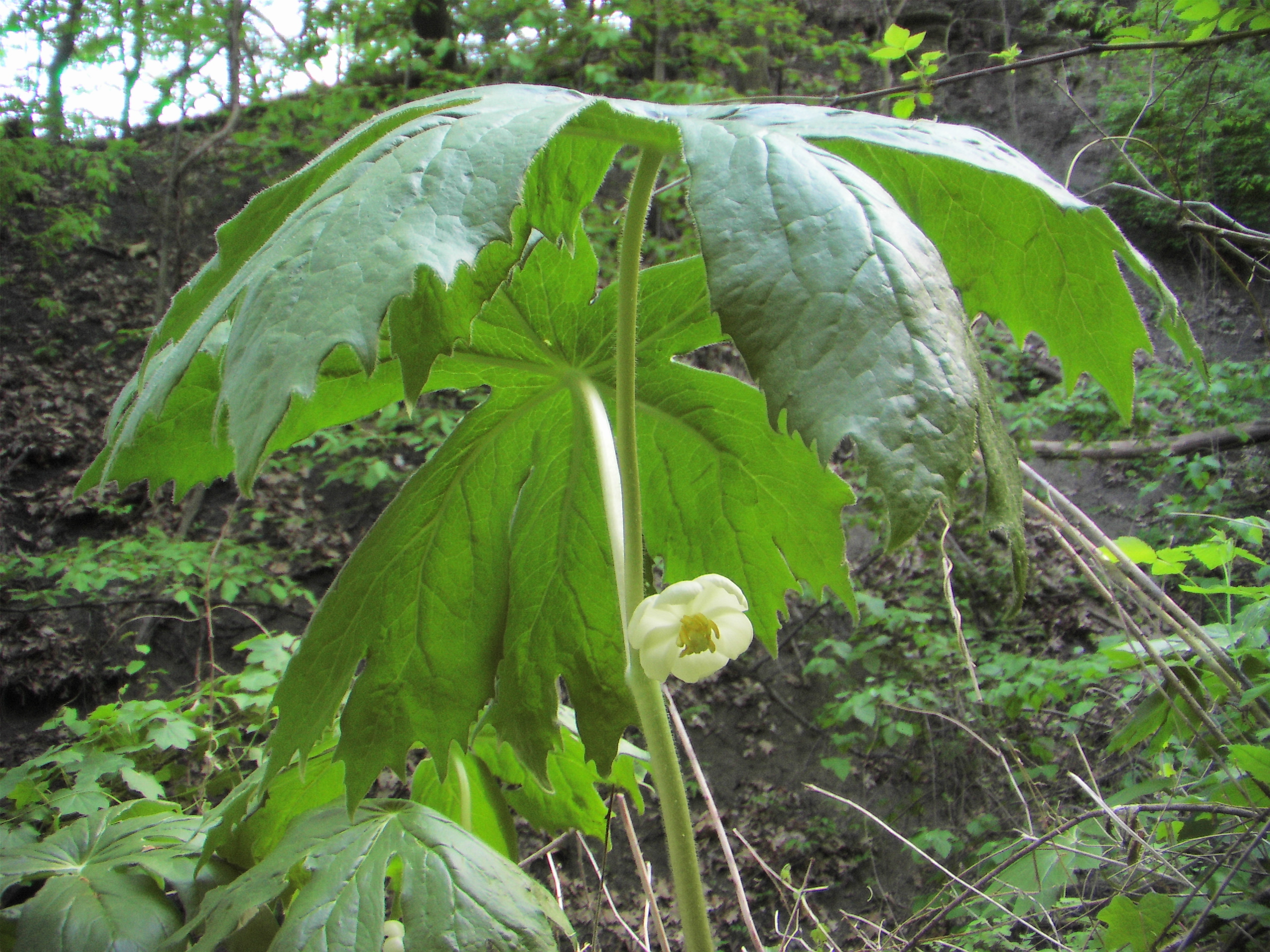
Habitus und Blüte
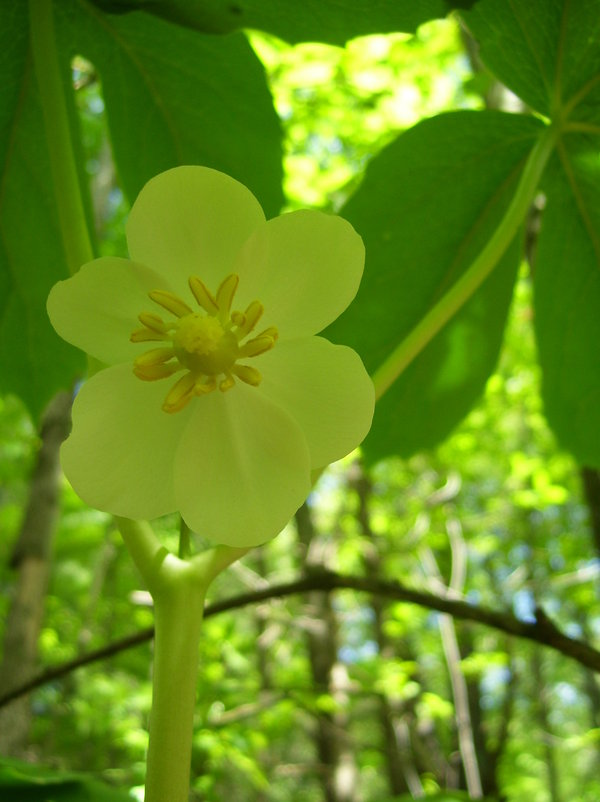
Die einzeln stehende Blüte
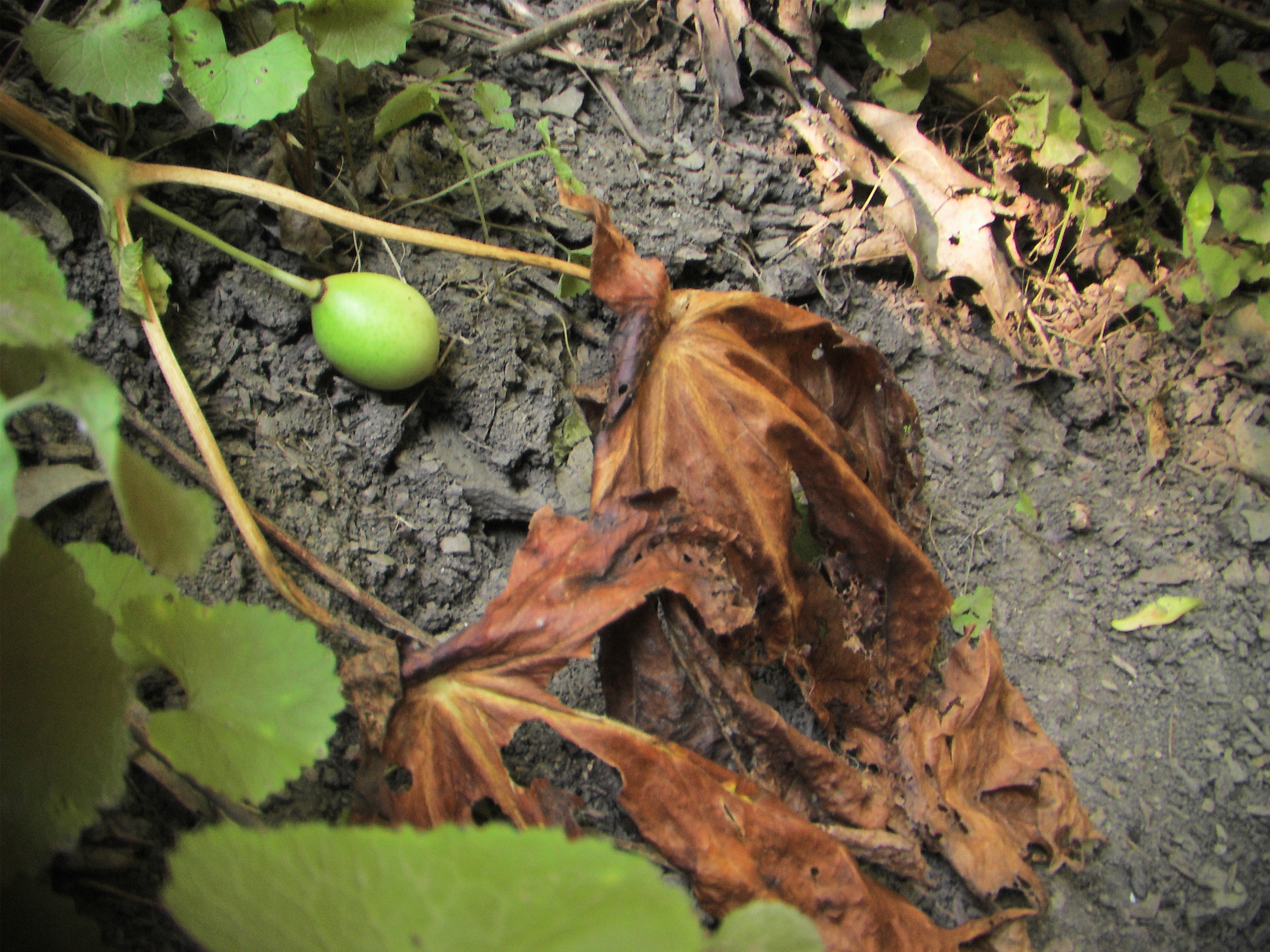
Eine unreife Frucht